# Jan-Willem Gabriëls
Jan-Willem Gabriëls (ur. 21 stycznia 1979 r. w Hoorn) – holenderski wioślarz, reprezentant Holandii w wioślarskiej czwórce bez sternika podczas Letnich Igrzysk Olimpijskich w Pekinie.
Gabriëls zaczął zajmować się wioślarstwem w 1997. Początkowo startował w ósemce mężczyzn, ale po Letnich Igrzyskach Olimpijskich w 2004 zmienił dyscyplinę na czwórkę bez sternika. Jego największe osiągnięcie sportowe do tej pory miało miejsce w Atenach w 2004 podczas letnich igrzysk olimpijskich, gdzie wywalczył srebrny medal w ósemce ze sternikiem, razem z Michiel Bartman, Geert-Jan Derksen, Gerritjan Eggenkamp, Daniël Mensch, Diederik Simon, Matthijs Vellenga, Gijs Vermeulen i Chun Wei Cheung.

## Osiągnięcia
- Mistrzostwa Świata – Mediolan 2003 – ósemka – 13. miejsce[1].
- Igrzyska Olimpijskie – Ateny 2004 – ósemka – 2. miejsce[1].
- Mistrzostwa Świata – Gifu 2005 – czwórka bez sternika – 2. miejsce[1][2].
- Mistrzostwa Świata – Eton 2006 – czwórka bez sternika – 3. miejsce[1][2].
- Mistrzostwa Świata – Monachium 2007 – czwórka bez sternika – 3. miejsce[1][2].
- Igrzyska Olimpijskie – Pekin 2008 – czwórka bez sternika – 8. miejsce[1][2].